# 876 Scott
Scott è un asteroide della fascia principale del diametro medio di circa 21,88 km. Scoperto nel 1917, presenta un'orbita caratterizzata da un semiasse maggiore pari a 3,0115751 UA e da un'eccentricità di 0,1078267, inclinata di 11,33083° rispetto all'eclittica.
Stanti i suoi parametri orbitali, è considerato un membro della famiglia Eos di asteroidi.
Il suo nome è in onore di Robert Falcon Scott, un esploratore britannico.